# Phyllodactylus delsolari
Phyllodactylus delsolari — вид геконоподібних ящірок родини Phyllodactylidae. Ендемік Перу. Вид названий на честь перуанського орнітолога Густаво дель Солара (1937–2008).

## Опис
Гекон Phyllodactylus delsolari — великий представник свого роду, довжина якого (без врахування хвоста) становить понад 7 см.

## Поширення і екологія
Phyllodactylus delsolari поширені на західних схилах Центрального хребта Перуанських Анд, в регіонах Амазонас, Кахамарка і Ла-Дібертад, на схід від річок Бальсас і Мараньйон. Вони живуть в сухих гірських субтропічних лісах, в каньйонах і серед скель, зокрема в долині річки Мараньйон. Зустрічаються на висоті від 890 до 1870 м над рівнем моря.

## Збереження
МСОП класифікує цей вид як такий, що перебуває під загрозою зникнення. Phyllodactylus delsolari загрожує знищення природного середовища, зокрема пов'язане з побудовою водосховища і з видобуванням золота.